# Baja Edad Media de la península ibérica
La Baja Edad Media en la península ibérica, último período de la Edad Media, estuvo marcada, al igual que en el resto de Europa, por la crisis del XIV. A finales del siglo XIII era cada vez más difícil alcanzar el equilibrio entre producción de alimentos y población y en el caso de los pueblos hispanos, el esfuerzo militar y repoblador de la llamada Reconquista había sido inmenso, el avance territorial excesivamente rápido, etc. De este modo, en el siglo XIV se rompe el precario equilibrio de todos estos elementos y se produce una crisis, que es general en toda Europa. Esta crisis del siglo XIV se considera, desde el punto de vista historiográfico, como la muerte de la Edad Media y el surgimiento de los Estados modernos. En la Europa Occidental se configura la formación social conocida como Antiguo Régimen, caracterizada por una economía en transición del feudalismo al capitalismo, una sociedad estamental y unas monarquías autoritarias que evolucionan hacia monarquías absolutistas. El feudalismo no desaparece, aunque sí cambia para sobrevivir hasta el fin del Antiguo Régimen, en el siglo XIX.
Solo en Inglaterra los cambios se produjeron en una dirección peculiar, apareciendo una burguesía muy poderosa asociada a un comercio y una industria muy innovadores que darán a este país una ventaja de casi un siglo en todos los aspectos respecto a Europa.
Hay que prevenir que la crisis es muy amplia y complicada y que afecta a todos los aspectos de la Edad Media (económicos, políticos, sociales, culturales) sin que se pueda decir que uno de esos puntos haya desencadenado la crisis en los demás, más bien se imbrican unos fenómenos con otros. Durante el siglo XIV la crisis fue global, mientras que durante el siglo XV puede decirse que hay una recuperación económica y demográfica, pero persisten la crisis política y la social.

## Crisis económica

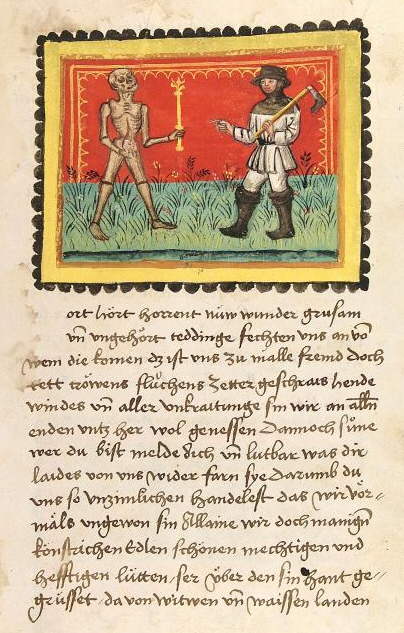
Los panes todos comidos,
y los vedados pacidos,
y aun las huertas de la villa:
tal estrago en esperilla
nunca vieron los nascidos.
Las ciudades son tornadas
rastros e degolladeros,
los caminos e senderos
en despojos a manadas.
Los menudos van perdidos,
los corazones caídos
dan señal de maravilla;
en España y su cuadrilla
grandes daños son venidos.

### Crisis y recuperación agraria
Una de las causas de la crisis agraria puede ser la disminución de la cosecha de cereales que sería, a su vez, consecuencia -por ejemplo- del periodo de malas condiciones climáticas persistentes (sequías, lluvias a destiempo, agotamiento de los terrenos, crisis de subsistencias...). Desde el año 1301 comienza a hablarse de los «malos años»:

[...] fue en toda la tierra muy grand fambre; é los omes moriense por las plazas é por las calles de fambre, e fue tan grande la mortandad en la gente, que bien cuidaran que muriera el cuarto de toda la gente de la tierra; e tan grande era la fambre, que comían los omes pan de grama..." (Crónica de Fernando IV)

Textos de este tipo se repiten a lo largo de todo el siglo XIV, recogidos en las diferentes cortes de todos los reinos peninsulares. Quizá una de las más duras sea la de 1333, que los catalanes bautizaron como «lo mal any primer», pero sobre todo la hambruna de 1343, esta bautizada por los valencianos como «any de la gran fam», que, sin duda, preparó la llegada de la Peste negra. Paradójicamente, la gran mortandad de la pandemia disminuyó la incidencia de las hambrunas; a pesar de lo cual, en 1374 todavía el episodio se repitió en «la segona fam».
No obstante, la situación del pequeño y mediano campesino no fue tan precaria como pudiera parecer. Aunque todo indica que fueron quienes más sufrieron la crisis, y (de hecho) algunos sucumbieron, ya que tenían menos medios de defensa y estaban más indefensos frente a la inflación y al alza de la presión fiscal, los datos conservados indican que la pequeña propiedad libre, los llamados alodios, consiguieron aguantar y subsistir en proporciones considerables.
Por su parte, los campesinos más pobres, que huían de sus tierras, se juntaban en bandas de mendigos y bandoleros, o se refugiaban en las ciudades, quedándose con los trabajos peor remunerados, al no tener cualificación gremial alguna. Los concejos pidieron a los monarcas que se rebajase la presión fiscal ante la imposibilidad de pagar las tasas. Como consecuencia, el campo sufrió una drástica reestructuración: los cultivos, los bosques, los yermos... Los propietarios cambiaron, los nobles, el clero y la oligarquía urbana se apropiaron de numerosas tierras y, a menudo, recurrieron a los "malos usos" para evitar la fuga de campesinos. Junto a la reacción más retrógrada de ciertos aristócratas, los más avanzados optaron por formas de explotación más efectivas: el arrendamiento, la aparcería, la parcelación y el adehesamiento. Pero, lo único seguro es que, salvo en Andalucía, desaparecieron los grandes territorios con monocultivo cerealista.
Es, precisamente, en este periodo cuando se configura el tradicional paisaje agrario peninsular, coincidiendo con la Recuperación. En la Meseta la principal actividad económica sigue siendo el cereal, aunque la aparición de lugares destinados al ganado, los nuevos sistemas de explotación y los despoblados trocean el paisaje. Pero, al mismo tiempo, surgen grandes regiones de especialización vitivinícola, en el valle del Duero, en La Rioja y en Andalucía, sobre todo. También en Andalucía, pero a finales del siglo XV, comienza a crecer el cultivo del olivo (sobre todo en el Aljarafe), fenómeno que se repite en Cataluña (Urgel, Tarragona, Ampurdán) y en los alrededores de Zaragoza (Cinco Villas). La mayor presencia de moriscos y payeses con gran iniciativa favoreció una amplia renovación de la agricultura en la Corona de Aragón, además de la de horticultura intensiva, en la franja que va desde Barcelona hasta Alicante y Murcia se ven plantas tintóreas, moreras para la seda, azafrán, caña de azúcar y arroz, el cual aumenta en los marjales de Murcia, Castellón y Valencia justo después de la Peste negra.

### Expansión de la ganadería ovina
Antes de esta recuperación, los nobles y ricos burgueses aprovechan la tesitura para restablecer su maltrecha economía con la cría de ovejas. Lo cierto es que muchos pudientes se dedicaron a la ganadería ovina, que era muy rentable, tanto para ellos como para los reyes, y esto ocurría desde el siglo XIII; pero, en el siglo XIV, la despoblación provocada por las crisis propició la transformación de tierras de labor en pastizales. El comercio de la lana se convirtió en la segunda actividad económica más importante de Castilla. Tanto la nobleza como las órdenes militares poseían grandes prados al norte (agostaderos) y señoríos al sur (invernaderos). Cada año gigantescas manadas de ovejas churras y merinas recorrían la Península de norte a sur y de sur a norte (ganadería trashumante), provocando graves destrozos en las cosechas. Es por eso que el rey Alfonso X redactó una serie de reglamentos para establecer las vías pecuarias que, desde entonces, se denominaron Cañadas reales, y en el año 1273 creó el Honrado Concejo de la Mesta de Pastores. El rey concedió numerosos privilegios a los nobles ganaderos en detrimento de los agricultores del pueblo llano. Sin embargo, no debe restarse importancia a la ganadería estante, propiedad de pequeños y medianos campesinos, además de los concejos (todos fuera de la Mesta). De hecho, se estima que de los 5.000.000 de cabezas de ganado ovino que tenía la Corona de Castilla a finales del siglo XV, la ganadería trashumante y la ganadería estante se repartían equitativamente.
- El rey se beneficiaba de los numerosos impuestos que proporcionaban las Cañadas: el portazgo gravaba el recorrido; el servicio, por el rebaño en sí, y el montazgo se aplicaba a los pastos.
- La nobleza no se quedaba atrás, ante la dificultad de continuar con sus actividades tradicionales. Viendo gran parte de sus tierras faltas de mano de obra, junto con el aumento de sus posesiones, decidió invertir en amplios rebaños de ovejas. Algunos grandes propietarios llegaron a tener de 10.000 o 15.000 cabezas de ganado.
- Los pequeños y medianos ganaderos: generalmente agricultores o agrupaciones concejiles (pero también la oligarquía urbana), diversificaban su economía al albur de la coyuntura favorable del comercio de la lana.

### Artesanía y comercio
La ganadería ovina fue uno de los desencadenantes de la recuperación económica de Castilla, con la aparición y el enorme progreso de las ferias de Medina del Campo o Burgos, y otros centros comerciales de la Meseta (Segovia, Toledo, Cuenca...). Era el momento de dar el empujón a la manufactura local.
Pero La guerra de los Cien Años ralentizó y, a veces, interrumpió la exportación de lana inglesa en el resto de Europa, lo que obligó a los grandes magnates del tejido europeo a recurrir a la lana castellana: flamencos, franceses e italianos ofrecían por la lana merina de calidad mucho más que los pañeros locales, de modo que la actividad artesanal o bien se constriñó, o bien cayó en manos de extranjeros. Castilla se convirtió en un país sin industria, dominado por una aristocracia rural y dependiente del exterior en todos los productos manufacturados.

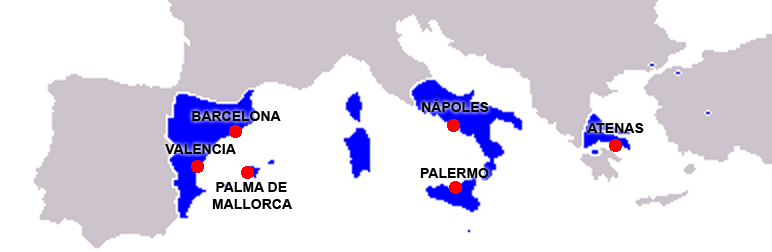
Expansión de la Corona de Aragón, y

Quienes sí se beneficiaron enormemente fueron los marinos mercantes del Cantábrico, gracias a los viajes hacia los puertos franceses o flamencos (desde Burdeos a Brujas). Las hermandades de marineros, entre las que destacan la Hermandad de las Marismas (1296) y la Universidad de Mercaderes (1443), reconvirtieron su tradicional actividad pesquera y mercantil de corto radio, hasta transformarse en la columna vertebral de la potencia naval castellana. De hecho, los armadores cantábricos supieron salir de su hinterland y encontrar clientes en Italia, Cataluña y Francia. Si en el año 1340, los castellanos tuvieron que pedir ayuda a los genoveses, los catalanes y los portugueses para detener la amenaza de los Benimerines en el estrecho; en pocos años la situación había dado un vuelco: en 1372 los franceses pidieron ayuda a los castellanos para derrotar a los ingleses en La Rochelle; y a finales de siglo eran los catalanes los que alquilaban barcos cantábricos para su comercio.
La Corona de Aragón tuvo una producción manufacturera más fuerte, ya que poseía una rica oligarquía urbana, enriquecida gracias al comercio y la industria, pero que se sentía más cercana de la nobleza media que de la masa urbana más pobre. Además, la Corona de Aragón contaba con un Imperio en el Mediterráneo que le permitía acceder a las rutas comerciales con Oriente. Así pudo sobrellevar la crisis económica con mejores resultados. Se desarrolló una poderosísima industria lanera que vendía en Cerdeña, Sicilia y el norte de África. A los paños se añade el comercio de especias, la exportación de hierro labrado, cereales y cuero.

## Peste negra

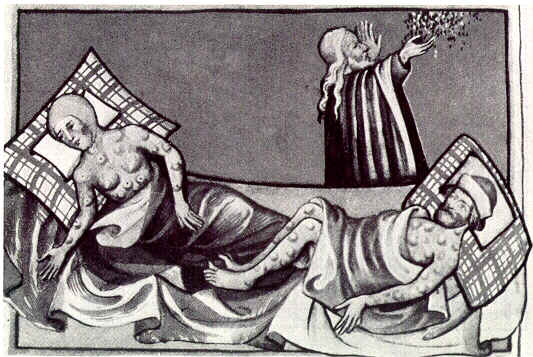
«En los tiempos de la pestilencia enferman más deste mal; de primero sienten grant afogamiento, e huéleles mal la boca, e están vascando, e tienen ençendimiento e vomitan feas vmores de diversas colores.
Entonçes deuen los sanos, lo primero, conformar con la boluntat del Señor Dios, e regir sus ánimas con sanctos e claros pensamientos. E, lo principal es salir de aquella tierra onde cavsa o está cavsada la pestilencia, e lo más ante que pudiere; e asconderse del ayre quanto podiere.
E apoque el vañarse en río nin en vaño, e vse muy poco de las mugeres. Riegen el suelo con vinagre, sofumen la casa con grasa o ençiensso, e tengan fumo de tomillo, e huelan vn paño mojado en vinagre e agua rosada; veuiendo de sus mesmas orinas cada vno algunas mañanas quanto cabe en las manos.
E, el que sintiere algo de la pestilencia, bien es tyrar vnas seys onças de sangre en dos días. Los que sienten el mal de la landre en la yngle e en el cuerpo toviera las dichas señales, poner encima azeyte e, si más fuer menester pongan ençima pollos, o ranas, o siesos del gallo, o perrillos chicos aviertos en calientes. Sájenle en las piernas, en el sobaco, o garganta, o tras la oreja e échenle ventosas ençima de saja.»

La peste negra es la denominación común que reciben muchas de las epidemias que sufrió Europa en el siglo XIV. Aunque se sospecha que se trata de un conjunto de enfermedades bacterianas —generalmente variantes de la peste pulmonar, como la peste bubónica y la peste septicémica; unidas quizá al carbunco— que atacaban juntas, no hay una explicación definitiva. Estas enfermedades vinieron de oriente transportadas por las ratas negras de los barcos y se habla de ellas por primera vez en el año 1348. La peste tomó su nombre de uno de sus más terribles síntomas: unos ganglios, llamados bubones o landres, de aspecto negruzco que, si reventaban, supuraban sangre y pus. Otros síntomas eran la fiebre alta, el dolor de cabeza, los escalofríos y los delirios. La mayoría de los enfermos morían en un plazo de 48 horas, pero afortunadamente una minoría lograba superar la enfermedad y sobrevivir, quedando inmunizados.
Los focos de peste partían de zonas costeras, pero en pocos meses afectaban a toda Europa, cebándose en los peor alimentados, los heridos por las continuas guerras y los más pobres. Dicha epidemia tuvo consecuencias catastróficas incluso en campañas militares como la de 1347 a 1348 del rey Luis I de Hungría contra el Reino de Nápoles, la cual tuvo que ser suspendida y forzó a los húngaros a regresar a su hogar. En el caso de España, se piensa que llegó por primera vez al puerto de Palma de Mallorca (febrero de 1348), de allí pasó a las costas del resto de la Corona de Aragón (mayo de 1348) y, poco a poco, fue penetrando hacia el interior favorecida por las malas cosechas y por las guerras civiles que sufrió la Península; en Castilla los datos son muy escasos, aunque sabemos que en octubre la enfermedad había llegado a Galicia. La peste volvía a atacar recurrentemente cada 8 o 10 años (1362, 1371, 1381, 1396... y así durante el siglo XV), cada vez con menos virulencia, tal vez por encontrarse con una población que estaba mejor alimentada o que tenía un mejor sistema inmunitario.
Las zonas más afectadas eran las más pobladas, sobre todo la costa y las ciudades: Cataluña perdió en estas epidemias casi el 40% de su población, pero Barcelona se sospecha que superó el 60% de afectados; además, toda la administración local quedó desbaratada, murieron cuatro de los cinco consellers y la mayor parte de los oficiales reales, sin que hubiera candidatos para sustituirlos. Muchos campesinos intentaron huir, lo que obligó a los nobles a recurrir a los "malos usos" al amparo de las teorías de superioridad de sangre que se generalizaron en toda la corona de Aragón desde 1370 y que se aplicaron también a artesanos y comerciantes. Sin embargo, los estudios más recientes tienden a reducir estas cifras a la mitad, considerándolas exageradas.
En la Meseta, al haber menos densidad de población, y al ser las ciudades más pequeñas, la incidencia fue menor; estimándose un 25% de bajas (lo malo es que los datos son mucho más escasos, si exceptuamos la zona de Andalucía). Pero cabe destacar que el propio rey castellano, Alfonso XI, murió de Peste negra en 1350.
Una de las consecuencias más espectaculares de la epidemia, aunque no directa, fue el abandono de pueblos enteros (despoblados), aunque no siempre debido al exterminio de sus habitantes, pues también hay que tener en cuenta la deserción de sus pobladores. En Palencia se han llegado a contabilizar 82 despoblados por las pestes de 1348 y de años posteriores. En realidad este fenómeno también es común a toda Europa occidental (en Francia se llaman villages désertés; en Alemania, wüstungen (en la wiki alemana); en Inglaterra, lost villages (en la wiki inglesa),...); y su culmen tuvo lugar a finales del siglo XIV y principios del siglo XV. Los despoblados no siempre pueden asociarse a la peste, pero lo seguro es que esta fue un factor importante, junto con las hambrunas y los malos usos señoriales.

## Crisis social

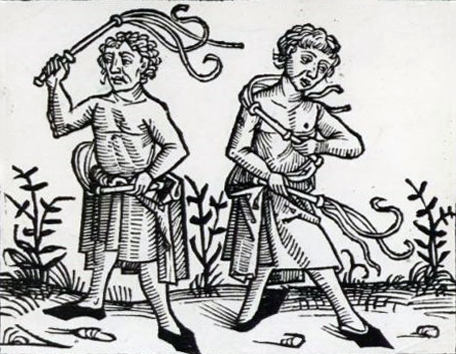
¡ Y los pobres lacerados
mostrar las carnes al cielo,
andar los desventurados
hambrientos, avergonzados,
teniendo por cama el suelo!

Las dificultades afectan sobre todo a la masa social, incapaz de hacer frente a las penurias y al alza de precios. La reacción suele ser la desesperación, provocando desórdenes sociales o el refugio en lo trascendente. Hay un ambiente general muy tenso, los grupos sociales toman conciencia de su identidad y luchan encarnizadamente entre sí. Por un lado, están los problemas étnico-religiosos y por otro las luchas entre diferentes comunidades sociales. Los poderosos, que también sufrieron los rigores de la crisis, aprovecharon las circunstancias para presionar aún más a los grupos más indefensos y reforzar su posición en la sociedad. Para ello desempolvaron antiguas costumbres feudales, ya olvidadas por lo duras que resultaban, es lo que denominamos malos usos señoriales o malfetrías.
En general, los males se achacaban a algún tipo de castigo divino, es como si los cuatro jinetes del Apocalipsis se cernieran sobre la Tierra, lo que exacerbó la religiosidad popular, la superstición y el fanatismo. Por un lado, proliferan las rogativas y las misas, las procesiones de disciplinantes, vestidos con harapos, flagelándose y pidiendo perdón a Dios al grito de poenitentiam agite. Por otro, se produce una creciente tendencia a refugiarse en lo trascendente, a la búsqueda de respuestas en otra parte, desconfiando de la Iglesia; el caso más extremo (y en España muy minoritario) es la pérdida de confianza en la propia religión: la recuperación de la idea del Carpe diem, fielmente reflejada en el Decamerón de Bocaccio. Curiosamente, ambas concepciones, eso sí, más meditadas teológicamente (la del arrepentimiento y la que desconfía de la Iglesia), acaban uniéndose en la futura Reforma Luterana.
En cualquier caso, predominan las explicaciones supersticiosas y llenas de prejuicios, como quienes propusieron que un cometa envenenó el aire; pero la mayoría echó las culpas a las minorías no cristianas: moriscos  y judíos.
En otro orden de cosas, sin que trate de lleno a la península ibérica, es imprescindible citar el Cisma de Occidente, ocurrido a raíz de la vuelta de los papas de Aviñón a Roma, en el año 1378. Secundariamente, la Corona de Aragón se vio involucrada, al ser nombrado papa el aragonés Benedicto XIII, también llamado el Papa Luna, que fue atacado y sitiado en Aviñón en 1403. No obstante, su cuñado, el rey aragonés Martín el Humano, le salvó y le dio refugió en Peñíscola, hasta su muerte. Tras el acuerdo del Concilio de Constanza de deponer a los dos papas rivales, el de Roma, Gregorio XII, y el de Aviñón, Benedicto XIII, para nombrar a un tercero, Martín V, en 1417. El Papa Luna se negó a aceptar su destitución.

### Antisemitismo
Las minorías religiosas son continuamente atacadas. Tradicionalmente se viene considerando que en la España medieval, y hasta el siglo XIV, cristianos, judíos y musulmanes habían convivido pacíficamente en un clima de tolerancia religiosa. Sin embargo, todo parece indicar que se daba una auténtica segregación racial. Cualquier adversidad podía provocar conflictos, como así ocurrió.
En los siglos XIV y XV, a raíz de la crisis que nos ocupa, el antijudaísmo comienza a calar en la sociedad española, sucediéndose episodios violentos. Con la guerra civil de los Trastámara, el aspirante Enrique utilizó el antisemitismo latente en los castellanos para conseguir partidarios: en 1367 sus tropas asaltaron las juderías de Briviesca, Aguilar de Campoo y Villadiego; y sus partidarios saquearon las de Segovia, Ávila y Valladolid. Toledo se llevó la peor parte. Al terminar la guerra, el rey quiso enmendar su política, pero el odio a los judíos había arraigado muy hondo y desembocó en los pogromos de Sevilla en 1391. Desde Andalucía, los disturbios pasaron a Castilla (Toledo, Madrid, Burgos, Logroño) y, desde allí, a Aragón, donde fueron saqueadas las juderías de Barcelona, Palma y Valencia, entre otras.
El temor y la presión a que eran sometidos caló entre los judeoespañoles que decidieron convertirse en masa. A menudo estas ingentes conversiones se atribuyen al mérito y el apostolado de santos varones como San Vicente Ferrer, pero lo cierto es que fue el miedo lo que las provocó. Dado que los conversos actuaron por temor más que por fe, a menudo practicaban su religión original en secreto, es decir, judaizaban, con lo que el problema del antisemitismo derivó hacia el odio contra los cristianos nuevos.
Los pogromos continuaron, justificados por las actividades supuestamente heréticas de los conversos, muchos de ellos en Toledo; pero también contra los que no se habían convertido, como los provocados por las prédicas incendiarias del citado San Vicente Ferrer, cuyos seguidores asaltaron la sinagoga de Santa María la Blanca en 1406. En 1408 se obligó a los hebreos a llevar distintivos y a recluirse en las juderías y, en 1412, la regenta de Castilla, Catalina de Lancáster, prohibió la convivencia entre cristianos y judíos, algo similar hizo el rey aragonés Alfonso V.
Los judeoconversos —en cambio— seguían con sus mismas actividades (odiadas o temidas por los cristianos de "sangre limpia"), conservaron sus riquezas y mejoraron su posición social. Además, como ya no eran judíos carecían de las trabas anteriores, incluyendo matrimonios con cristianos viejos lo que les permitía, a veces, alcanzar títulos de nobleza o altos cargos de la administración y la Iglesia. Por ejemplo, el obispo de Burgos entre 1415 y 1435 fue Pablo de Santa María, nada menos que un antiguo rabino llamado Salomón ha-Leví. Este personaje, y su hijo, Alfonso de Cartagena, fueron los más duros enemigos de los judíos que persistían no convertirse y profesar su fe original. Muchas veces, las acusaciones de judaizar eran falsas, provocadas por la envidia o la codicia.
En 1449, Álvaro de Luna, protector de conversos y moriscos, intentó recaudar nuevos impuestos para sus campañas militares, lo que provocó que el alcalde de Toledo, uno de sus enemigos, emitiese el primer Estatuto de Limpieza de Sangre. Se desataron de nuevo los pogromos, atajados por el propio Condestable con la ayuda del Obispo Barrientos.
Solo los Reyes Católicos supieron imponer una política centralizadora de «paz social» que puso fin a los conflictos causados por la comunidad cristiana con las minorías religiosas, aunque no con los conversos (además de provocar otros problemas, no menos importantes): tras conquistar el reino de Granada, expulsaron a los judíos en 1492 y a los moriscos en 1502.

### Banderías y "Malos usos" señoriales
En otro orden de cosas, la oligarquía urbana, donde existía, se aproximó a los intereses de la nobleza y se puso en contra de la plebe. La respuesta de la masa social pobre era la revuelta urbana, por ejemplo, las banderías de las facciones ricas y pobres de Barcelona, conocidas con los nombres respectivos de la Biga y la Busca entre 1436 y 1458:
- La Biga era el grupo de clase alta burguesa, importadores de tejidos de lujo, que a sí mismos se llamaban «ciutadans honrats» y dominaban los organismos de gobierno de Barcelona; éstos deseaban liberalizar el comercio y monopolizar el gobierno urbano.
- Enfrente, la Busca, artesanos acomodados, (menestrales y obradores) partidarios del proteccionismo comercial, para salvar sus negocios, y deseosos de compartir el poder municipal.

Los conflictos llegaron a ser bastante violentos. El rey Alfonso V el Magnánimo deseaba poder cobrar las tasas que necesitaba de los oligarcas bigaires, así que decidió ponerse al lado de la Busca, aunque tibiamente. Así contaría con el apoyo de pueblo: aceptó sus demandas de democratización y reformas sociales. Sin embargo, las disensiones entre los buscaires, achacables a la heterogeneidad de su origen, permitieron, poco a poco, que la Biga volviese a recobrar el control de la ciudad.

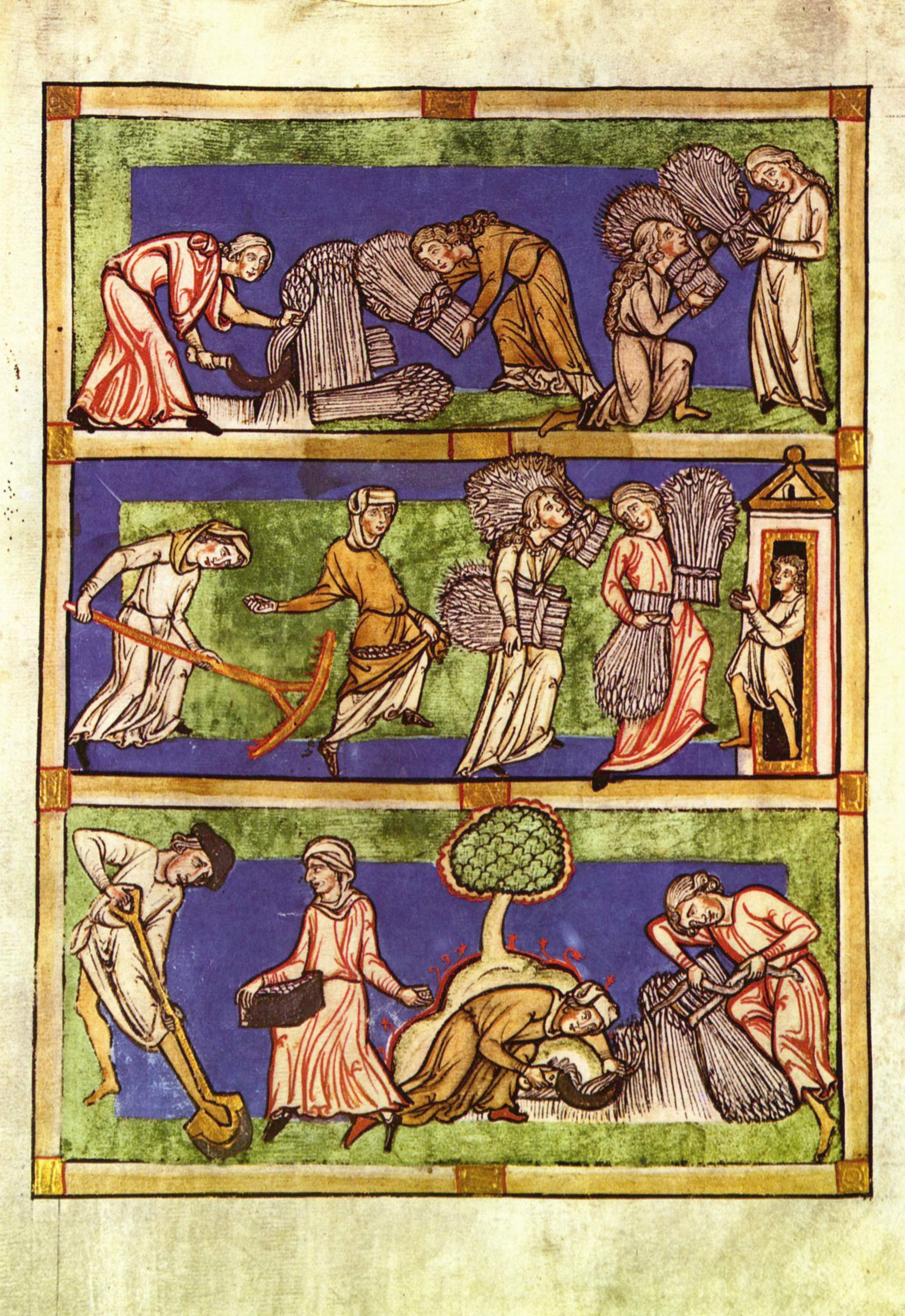
«Temps feia que tots els pagesos de remença estaven al límit de la resistència de les grans i injustes servituds a les quals els senyors com el baró els tenien sotmesos. En molts camps s’aixecaven grans creus i en els llindars de les cases hi havia fossars i banderes negres que simbolitzaven voluntat de lluita i mort.»

El progresivo poder económico de la nobleza hizo que esta reclamara más poder político a la monarquía, para lo que se dedicó a conspirar para debilitar el poder real. Se trataba de mantener una monarquía que asegurase el orden social, pero débil, para poder ser dominada por una nobleza fuerte. Cuando Fernando de Antequera llegó como rey a la corona de Aragón, necesitaba alguien en quien apoyarse y se vio obligado a permitir a los nobles revivir malos usos contra sus campesinos, los Payeses de remensa. Estos campesinos estaban adscritos a la tierra señorial, pero tenían derecho a librarse pagando un tributo. Las condiciones de los remensas se endurecen hasta hacerse insoportables en 1440, por lo que deciden crear una hermandad para defender sus derechos llamada 'Sindicato de Remensas'. Los remensas consiguen organizarse y se comprometen a pagar lo estipulado para recobrar su libertad, pero como el rey estaba ausente en Nápoles, el Consell de Cataluña se lo impide comenzando los disturbios. En 1455 se llegó a una especie de pacto y el conflicto quedó latente. La cuestión de los remensas acabó mezclándose con las guerras civiles de Juan II de Aragón. Terminadas las guerras civiles aragonesas, el problema de los remensas fue el último en solucionarse en la Sentencia arbitral de Guadalupe, 1486.
Algo parecido ocurre fuera de Cataluña, por ejemplo, en Castilla, hasta que el rey Pedro I de Castilla (1350-1369), intentó pararle los pies a los nobles y favorecer el nacimiento de una burguesía industrial que no existía y proteger las pocas Behetrías y realengos que aún quedaban. La respuesta de la nobleza fue propiciar una guerra civil favoreciendo a su hermanastro, Enrique II, a quien prometieron el trono a cambio de mantener un poder real débil y una nobleza fuerte. Es un periodo de guerras civiles común a toda Europa (en Francia es la guerra de los Cien Años, en Inglaterra la guerra de las Dos Rosas).

#### Behetrías
Las Behetrías eran comunidades de campesinos que, no siendo libres, tenían derecho a pactar su encomienda a un señor de su elección, llegando a un acuerdo sobre las condiciones de su servidumbre. Las behetrías (legisladas por Alfonso X en las Siete Partidas), se ubicaban al norte del Duero, ocupando más o menos las actuales Cantabria, Palencia, Burgos, La Rioja y la mitad norte de Valladolid, en zona de Merindades, y fueron censadas por Pedro I en el libro Becerro de las Behetrías de Castilla aproximadamente en 1352. En este documento se aprecia que muchas de ellas se habían convertido ya en señoríos. Poco antes, en 1351, en las cortes de Valladolid se reclamó su conversión general en solariego, dado que provocaban muchos conflictos. El rey estuvo a punto de ceder, pero su privado, Juan Alfonso de Alburquerque le convenció de que protegiese la libertad de sus campesinos.

#### Malos usos
Las Malfetrías son los crímenes de los nobles contra el pueblo llano, pero lo más común era recurrir a los "malos usos" ya abandonados por inhumanos y contrarios a la justicia tanto consuetudinaria como la de las Siete Partidas. En la corona de Castilla estas tropelías son incontables, algunas de ellas muy sangrientas. Entre las más destacadas podemos citar la de Palencia (única gran ciudad castellana sometida a un señor). En el año 1315 los palentinos se levantaron contra su obispo por los abusos; como no cesaban, llegaron a apresar al obispo y a maltratarle; cuando pudo escapar, pidió justicia al rey Alfonso XI y este condenó a muerte a 30 ciudadanos. Parecido fue el episodio de Paredes de Nava, villa de realengo entregada por Enrique II a su cuñado. Pero los campesinos, aferrados a su libertad, asesinaron al nuevo señor en 1371, a lo que siguió una durísima represión del rey. Así podemos seguir con Benavente en 1400, el valle de Buelna en 1426, Salamanca en 1453, Tordesillas en 1474...

#### Banderías
A la oligarquía urbana sin título de nobleza eran los llamados "Hombres buenos". Estos burgueses adinerados se unían a la nobleza para medrar, actuando en contra el pueblo llano, es decir, "las gentes del Común". Debido a la crisis generalizada, los campesinos huían del campo a refugiarse en las ciudades. Pero, como no tenían oficio reconocido formaban un grupo de asalariados cuasi marginado llamado "Gente menuda". Muchas veces, las contradicciones provocadas por la crisis (inflación, ruina, desempleo, mendicidad), colocaban a los "Hombres buenos" al lado de la nobleza y contra las "gentes del Común" con el objeto de controlar el poder de las ciudades y villas de realengo. Así, muchas ciudades y comarcas se polarizaban, como hemos visto que ocurrió en Barcelona con la Biga y la Busca; pero antes se enfrentaron los Guix y los Ametller. En Vich los Nyerro luchaban contra los Cadell; en Zaragoza los Luna contra los Urrea y en Valencia los Centelles contra los Vilaragut...
En Castilla, quizá los casos más famosos sean los enfrentamientos de los bandos de Salamanca: el de San Benito y el de Santo Tomé. Durante el reinado de Enrique III de Castilla el problema de las banderías urbanas fue tan grave, que el soberano tuvo que nombrar corregidores con la misión de pacificar las ciudades y representar al rey como árbitro de las disputas.
En 1465; en el reino de Navarra la pugna entre agramonteses y beaumonteses; y, en el País Vasco, la rivalidad entre Oñacinos y Gamboinos. Incluso el reino nazarí de Granada sufrió estas rivalidades: zegríes contra abencerrajes, divididos en diferentes bandos, se enfrentaban en luchas fratricidas.
- Oñacinos contra Gamboinos (enlace roto disponible en Internet Archive; véase el historial, la primera versión y la última).
- El Reino de Granada en el siglo XV

#### Hermandades
Las Hermandades son asociaciones de campesinos autorizadas por la corona y destinadas a la defensa de intereses comunes; a menudo, a estas hermandades se unían también nobles y burgueses por motivos personales. La Edad de oro de las hermandades es el reinado de Enrique IV de Castilla. La hermandad más relevante de este periodo es la que surgió en Galicia con el nombre de Irmandade, cuyos campesinos acabaron descontrolándose provocando varias oleadas revolucionarias conocidas como Revuelta Irmandiña. Hay irmandades gallegas desde mediados del siglo XIV, aunque las más activas son del siglo XV, su objetivo era acabar con los...: 

“muitos roubos, furto e omisios e mortes de homes e males e quebrantamientos de camiños e outras forças.” (para destruir fortificaciones nobiliarias) "para derribarlas, porque dezían que de las dichas fortalezas se facían muchos males, porque robaban y tomaban a los homes y los prendían"

 A la lucha se unieron hidalgos, nobles clérigos, ciudades enteras y, sobre todo, campesinos. La organización irmandiña fue modélica: con sus propios batallones de cien hombres, llamados cuadrillas, destruyeron más de 130 fortalezas feudales. El propio rey utilizó a los irmandiños para socavar el poder de la oposición nobiliaria favorable al infante Don Alfonso (su rival). A partir de 1467 la nobleza se alejó de Galicia hasta la derrota de los irmandiños a manos del obispo de Santiago de Compostela Alonso de Fonseca al mando de una coalición castellano-portuguesa en 1469, mientras eran abandonados por el rey a su suerte.
Paralelamente a la gallega, se había creado la Hermandad de las villas de Guipúzcoa y la Santa Hermandad castellana en 1464: durante dos años el Enrique IV utiliza a los agermanados contra sus enemigos. Pero, los campesinos, viendo que sus propios intereses eran relegados a segundo plano, se descontrolan. Muerto el enemigo del rey, el príncipe Alfonso, la oposición firma con este el Tratado de los Toros de Guisando que supone el fin de la hermandad castellana en 1468, la cual fue diezmada...:

“los Cavalleros de Salamanca hicieron un gran destrozo e matanza en los de la hermandad... de manera que oprimieron a los plebeyos" (Galindez de Carvajal, 1502)

Cierto que los intentos de hermanarse continuaron, pero el pacto entre Enrique y su hermanastra Isabel acabó con las posibilidades del pueblo llano.
Como vemos, desde mediados del siglo XIV hasta finales del siglo XV no hay un momento de paz en la Península.
- Por un lado, en la Corona de Castilla, los nobles medraron tomando partido ahora por uno, ahora por otro bando, a cambio de merçedes, determinadas prebendas o señoríos feudales; de este modo, zonas que hasta entonces se habían librado del feudalismo, caen en manos aristocráticas en forma de mayorazgos. Los mayorazgos son formas de propiedad feudal blindadas (por decirlo de alguna manera), reconocidas legalmente, que no pueden ser vendidas, ni divididas y el noble nunca puede perder sus derechos sobre ellas; solo las puede heredar el hijo mayor.[21] Un ejemplo válido es la Comunidad de Villa y Tierra de Medina del Campo. Este concejo nació como territorio libre de feudalismo, o sea, era territorio de Realengo, pero reyes como Enrique II o Juan II se vieron obligados, para conseguir el apoyo necesario, a recortarle trozos para dárselos en señorío a los nobles. Castrejón y Alaejos son otorgados a la familia Fonseca, y otros nobles reciben los feudos de Carpio, Cervillego, Rubí o Pozal de Gallinas.

- En cambio, en la Corona de Aragón la fuerza de la nobleza fue rápidamente encerrada en sus "justos límites" por Pedro el Ceremonioso en la batalla de Épila (1348) y Alfonso V suprimió definitivamente los malos usos, concediendo el derecho de libertad a los payeses en 1457.[22] Desde entonces los grandes de Aragón se contaban con los dedos de una mano (condes de Pallars, condes de Urgel, condes de Cardona y condes de Híjar). El verdadero poder político catalán recayó en manos de la poderosa burguesía urbana. Todo parecía conducir a un reino aragonés oligárquico y burgués, quizá incluso una "república coronada", de no haber sido por la tremendas contradicciones sociales que imperaban en toda Europa.[23]

## Poder político
Aunque la rivalidad por el poder entre la corona y la nobleza, así como las intrigas palaciegas, son un constante en la España Medieval, es con la dinastía de los Trastámara cuando la crisis política llega a su culminación, tanto en la corona de Aragón, como, sobre todo, en la corona de Castilla. El proceso era cíclico: el rey de turno, para consolidar sus apoyos, daba mucho poder a su heredero y a sus segundones, pero al morir, los segundones reclamaban fuertes prebendas y provocaban incluso guerras civiles. El nuevo rey tenía que buscar apoyo de nuevo en su familia favoreciéndola lo más posible; así solucionaba su propio problema, pero sembraba el problema a su sucesor.

### Corona de Castilla
En el año 1325 termina la minoría de edad del rey Alfonso XI, quien decide afianzar el poder monárquico, poner fin a la independencia de las ciudades y las cortes, pero colaborando con los nobles para conseguir la pacificación del reino y para combatir a los Benimerines que amenazaban el estrecho de Gibraltar. El rey topó con innumerables dificultades, entre ellas, continuas sublevaciones nobiliarias que pudo dominar a la vez con energía y diplomacia. Así, consiguió la sumisión de la nobleza en un acuerdo (1336) y después, ocuparse del problema del Estrecho, derrotando a los Benimerines en la batalla de El Salado (1340). Como hemos mencionado, el rey murió en la campaña de Granada a causa de la Peste negra.

#### Guerra de los Trastámara (1366-1369)

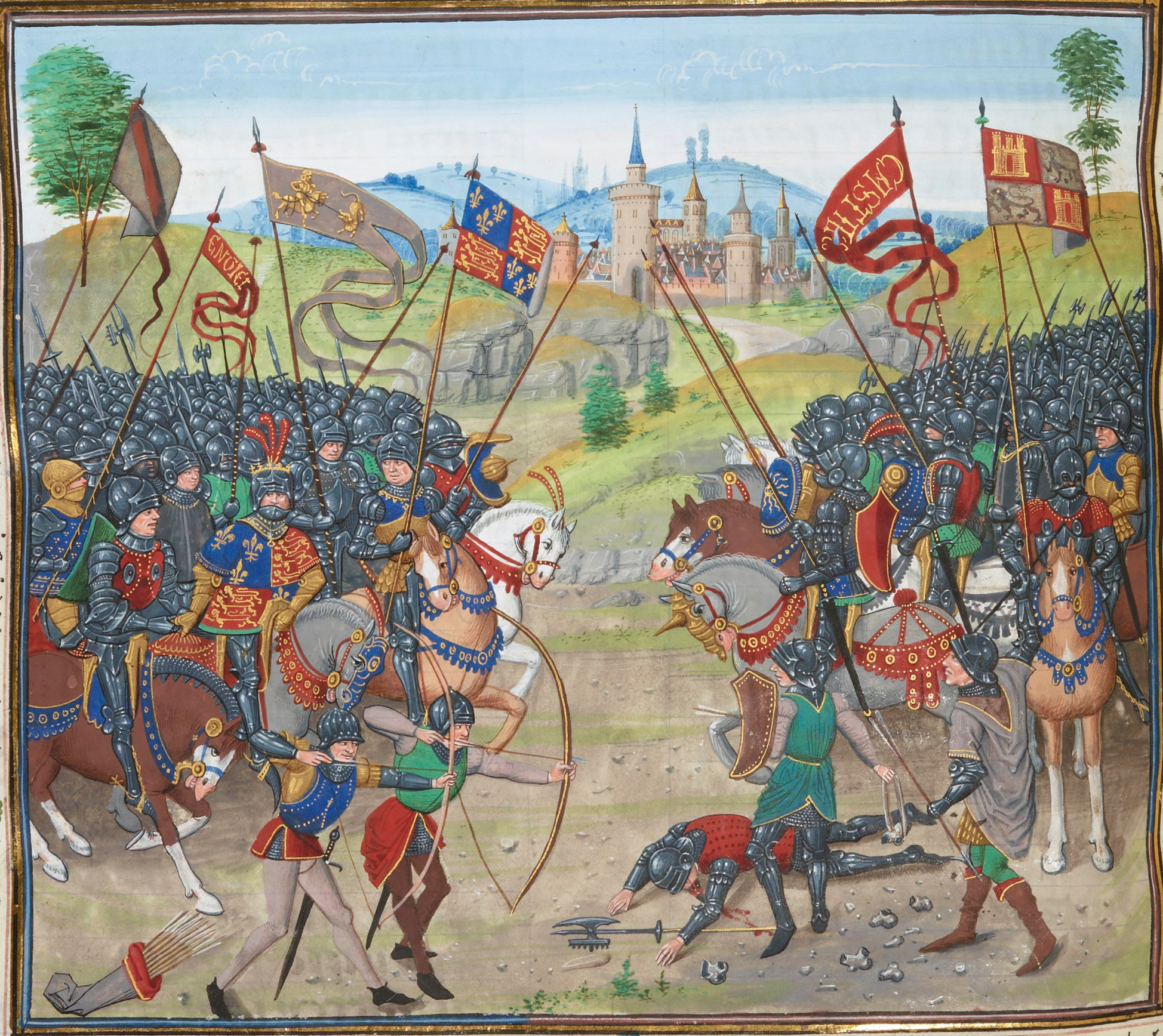
«El rey don Pedro regnó en paz, sin otro que tomar su título, diez é seis años complidos, del día que el rey don Alfonso su padre finó en el real de Gibraltar en el mes de marzo, segund dicho avemos, año del señor de mil é trescientos é cincuenta años, fasta que el rey don Enrique entró en el Regno, é se llamó rey en Calahorra en el mes de marzo, año del Señor de mil é trescientos é sesenta é seis, é de la Era de César de mil é quatrocientos é quatro años; é regnó tres años en contienda con el rey don Enrique.»

Como consecuencia de la prematura muerte de Alfonso XI, el rey Pedro I fue coronado con tan solo 16 años; dada su juventud era necesario encontrar a alguien de confianza que le asesorase en el gobierno. Así volvieron las intrigas y rivalidades por conseguir la privanza del rey. El vencedor fue Juan Alfonso de Alburquerque, los perdedores, los hijos ilegítimos de Alfonso XI, Enrique, Fadrique y Tello junto con sus partidarios. A medida que Pedro I crecía, se hacía más patente el descontento general con su privado, el de Aburquerque. Cuando el rey se consideró autosuficiente, prescindió de sus servicios y decidió gobernar personalmente, sin privados. Es más, Pedro I comenzó a otorgar cargos de confianza a la oligarquía castellana, mercaderes y gestores de gran valía, pero sin títulos; muchos de ellos eran incluso judíos o conversos. Esta política deparó grandes beneficios económicos a la corona, pero puso en su contra a la nobleza que tenía en los cargos palatinos una de sus fuentes de riqueza y poder.
Los nobles se organizaron en torno a los hermanastros de Pedro I, los citados Enrique y Fadrique, pero fueron derrotados en 1353. Enrique se tuvo que refugiar en Francia. El rey, que se siente poderoso, decide eliminar a la nobleza como competidora política: no duda en deponer eclesiásticos, nombrar maestres de órdenes militares, ejecutar nobles disidentes (entre ellos, su propio hermanastro, Fadrique), imponer tributos, confiscar propiedades nobiliaras... Es entonces cuando sus enemigos comenzaron a llamarle El Cruel y sus partidarios El Justiciero.
Debido a sus pactos con Inglaterra en la guerra de los Cien Años, Pedro I decidió atacar la Corona de Aragón en torno a 1357. El rey de Aragón, en clara inferioridad frente a los castellanos, consiguió la ayuda de mercenarios franceses que venían comandados por el hermanastro huido: Enrique de Trastámara. Este decidió apoyar a los aragoneses con la condición de que éstos le ayudasen a convertirse en rey de Castilla. Los aragoneses, con los refuerzos de franceses entraron victoriosos en Castilla y coronaron a Enrique II en Burgos, pero Pedro I supo maniobrar, y reforzó sus tropas con mercenarios ingleses, derrotando a su hermano en la Batalla de Nájera (1367). Sin embargo, a pesar de sus esfuerzos militares, Pedro I estaba perdiendo apoyo social a causa de su excesivo autoritarismo; además se había quedado sin fondos y, al no poder pagar a los mercenarios ingleses, éstos le abandonaron.
Enrique II contraatacó adueñándose de buena parte del reino, hasta que sus tropas se enfrentaron a las de Pedro I, muy mermadas y desmoralizadas, en Montiel (1369). La derrota obligó a Pedro I a refugiarse en el castillo de la mencionada localidad, pero Enrique II le tendió una trampa, haciéndole creer que podría huir, le hizo salir asesinándole personalmente.

#### Periodo de consolidación monárquica
El reinado de Enrique II, una vez satisfechas las promesas a los nobles que le apoyaron, intentó, por todos los medios, volver al statu quo de su padre, Alfonso XI. Mantuvo contenta, pero a raya a la nobleza y a las grandes ciudades, volvió a confiar en los judíos y favoreció la recuperación después de tan larga guerra.

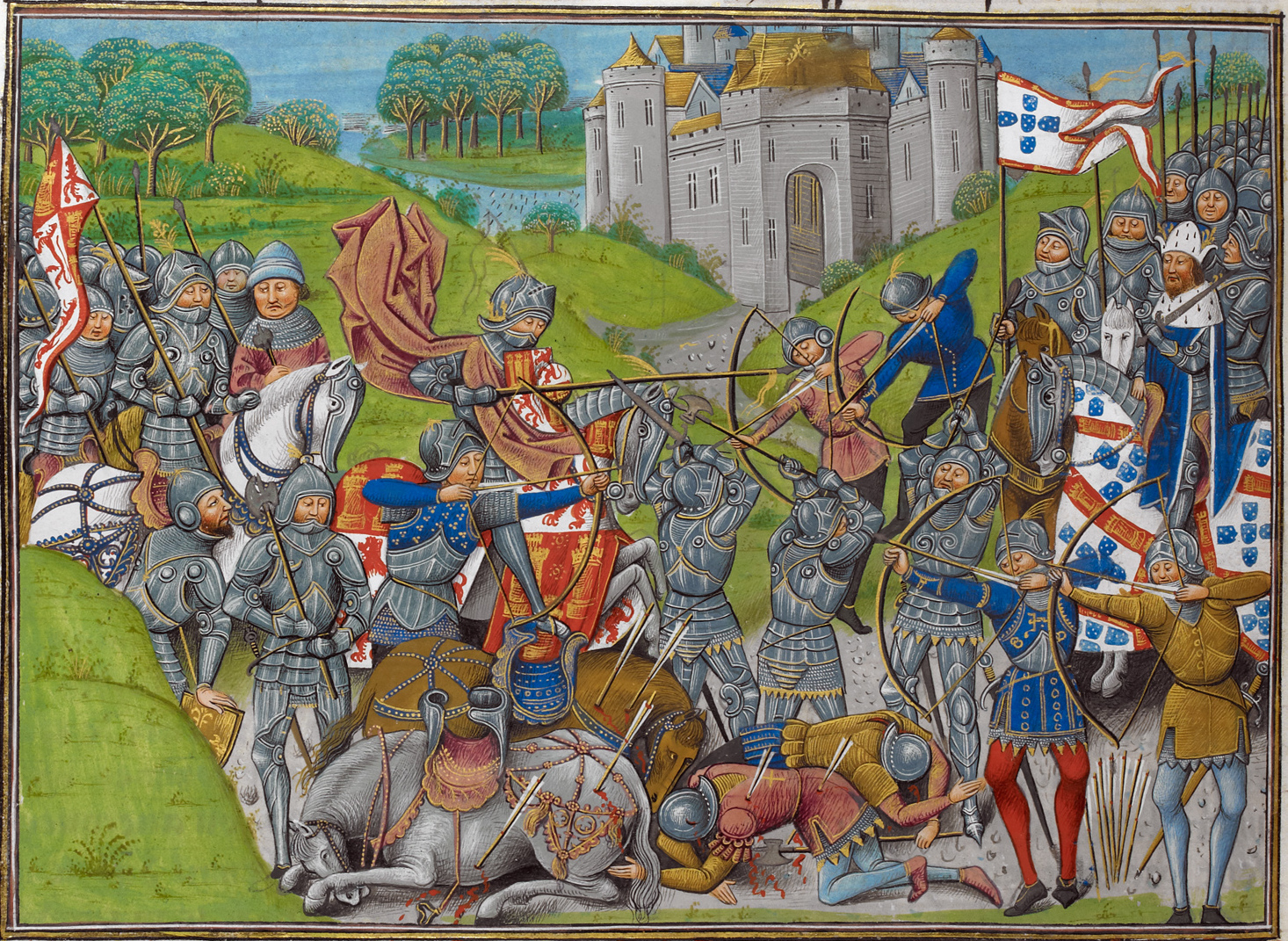
Batalla de Aljubarrota: los arqueros ingleses inclinan la victoria hacia Portugal en contra de los castellanos.

No hubo tanta suerte con Juan I, su hijo y heredero, que tenía ambiciones hegemónicas con respecto a toda la península ibérica, lo que le llevó a atacar a Portugal, siendo derrotado en Aljubarrota en 1385. Lo peor estaba por llegar, pues el ataque a Portugal dio pie a sus aliados ingleses a devolver el golpe. Estos iban dirigidos por el yerno del finado, Pedro I, el duque de Lancaster, con la pretensión de recuperar la corona (y, de paso, desestabilizar el apoyo castellano a los franceses en la guerra de los Cien Años). La dura resistencia ofrecida por el rey de Castilla obligó a un pacto favorable a ambos bandos. El hijo de Juan I, Enrique, se casaría con la hija del duque de Lancaster, Catalina, nieta de Pedro I el Cruel en 1387. Así, Juan I pudo volver a la política de recuperación interior y consolidación del poder regio iniciada por su padre.
De nuevo una muerte accidental prematura del soberano hace que Enrique III sea coronado a los once años. Las minorías de edad de los reyes son siempre un caldo de cultivo para la inestabilidad: de hecho, la anarquía fue un hecho entre 1390 y 1393. Con la mayoría de edad, el rey siguió la costumbre iniciada con Alfonso XI y seguida por todos los Trastámara: anular políticamente a la nobleza, reducir las prerrogativas de las cortes y las ciudades y fortalecer la corona. Sin embargo, esto tuvo un precio, Enrique III tuvo que apoyarse continuamente en su tío Fernando de Antequera, que acabó convirtiéndose el hombre más poderoso de Castilla y en alguien imprescindible para el monarca: en 1406, Enrique III enfermó y Fernando se hizo cargo del gobierno. Atacó el reino de Granada y conquistó Antequera, con lo que a su poder político y económico unía su prestigio militar.
Cuando el tío y favorito del rey fue elegido monarca de Aragón en 1412, como Fernando I, no solo no renunció a su regencia, sino que empleó los pocos años de vida que le quedaban para asegurar el futuro de sus hijos en Castilla, lo que provocaría una nueva situación de crisis, por no decir de guerra civil.

#### Don Álvaro de Luna y los Infantes de Aragón
Los hijos de Fernando de Antequera, a quienes se conocía con el nombre genérico de los Infantes de Aragón, aprovecharon todo su poder y la minoría de edad del nuevo rey, Juan II, para intentar controlar Castilla. Estos infantes eran Juan, duque de Peñafiel y futuro rey de Navarra (y heredero de su hermano en la corona de Aragón), Alfonso, rey de Aragón, y Enrique, conde de Villena y Maestre de la Orden de Santiago. Estos contaban con el apoyo de Portugal, Inglaterra, Aragón y Navarra (además de gran parte de la alta nobleza castellana), dejando a Castilla y a su rey una clara situación de aislamiento, con el único apoyo de Francia.
Sin embargo, Juan II contó con la ayuda de un hombre de confianza de energía excepcional, el Condestable Don Álvaro de Luna. Convertido en favorito del rey, expulsó a los Infantes en 1430. Sin embargo, a pesar de su incuestionable fidelidad a la corona, lo cierto es que actuaba con demasiada autonomía, a veces incumplía la ley arbitrariamente, se comportaba despóticamente y acumulaba demasiado poder. El rey, con muy poco carácter, se dejó convencer de que era peligroso para su reino y desterró a don Álvaro de Luna en 1439. Este desliz fue aprovechado por los Infantes de Aragón que volvieron a atacar Castilla, haciendo prisionero al rey en 1443.; pero el Condestable volvió a tiempo, infligiéndoles un contundente derrota en la batalla de Olmedo (1445), en la que murió uno de los infantes: don Enrique el conde de Villena. La guerra terminó favorablemente para Castilla.
Cuando don Álvaro de Luna se consideraba poco menos que intocable, perdió el favor del rey Juan II, debido a la influencia de su segunda esposa, Isabel de Portugal (madre de Isabel la Católica), y de Juan Pacheco, que aspira a ser el nuevo privado del rey. Aquel fue acusado por el asesinato de Alonso Pérez Vivero (contador mayor del rey) y condenado a muerte. El omnipotente privado real fue ajusticiado en Valladolid, en 1453. Al año siguiente murió el propio Juan II viendo como un gran número de lugares de realengo habían pasado a manos de los nobles.

#### Enrique IV y su hermanastro Alfonso (1454 a 1474)

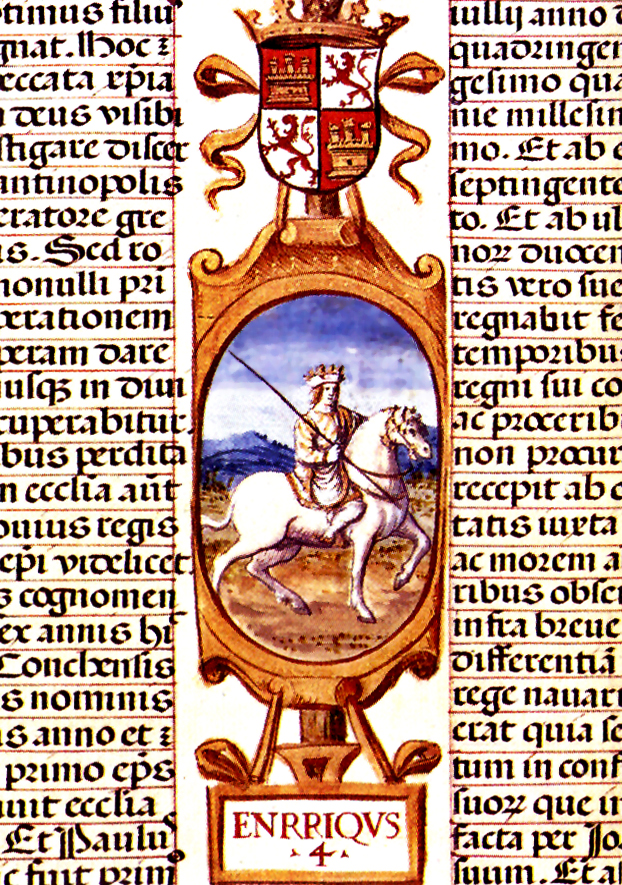
El provincial ha llegado
a questa corte real,
de nuevos motes cargado,
ganoso de dezir mal...
Ah, fray capellán mayor,
don Enrique de Castilla,
¿a cómo vale el ardor
que traéis en vuestra silla?

Desde la batalla de olmedo, librada en 1445, el descontento de los nobles que habían ayudado a Juan II y a los que el Condestable había dejado de lado, había ido en aumento y se concentró en torno al heredero encabezados por Juan Pacheco. Cuando el heredero fue coronado como Enrique IV de Castilla, estaba tan dominado por su séquito que apenas tenía autoridad moral en el reino, a pesar de lo cual, Juan Pacheco comenzó a actuar, de nuevo, al margen de la aristocracia. Aunque los primeros años del gobierno del rey fueron fructíferos en el ámbito económico, social y de política exterior; la alta nobleza exigía su parte y la monarquía no podía pagar un precio tan alto.
El bando antirrealista se configuró en torno al arzobispo de Toledo, Alfonso Carrillo, el Conde de Haro, el Almirante don Enrique y el Marqués de Santillana. A pesar de los intentos de sus allegados, el rey no fue capaz de enfrentarse a la responsabilidad de iniciar una guerra contra estos enemigos y depurar la oposición. Los nobles contrarios, al ver tal pusilanimidad, escenificaron la Farsa de Ávila en 1465: un monigote que representaba al rey fue depuesto, mientras los disidentes coronaban a su hermanastro, el infante don Alfonso, que tenía 11 años. La corona de Castilla se sumió de nuevo en la anarquía. Cuando, finalmente, Enrique IV se decidió a combatir, derrotó a sus opositores en la Segunda batalla de olmedo, 1467; poco después, su hermanastro y rival, el infante don Alfonso moría prematuramente en 1468. Sin embargo, a pesar de tener todo a su favor, el rey volvió a mostrar su carácter timorato, negociando con los vencidos. Ellos aprovecharon para ofrecer el trono a su hermanastra Isabel. Pero ella, que tenía muy clara la idea de la monarquía, se negó, porque eso hubiera supuesto convertirse, como lo hizo su difunto hermano Alfonso, en una marioneta.
No obstante, Isabel no despreció la ocasión; aprovechó la falta de carácter de su hermanastro, el rey, consiguiendo de este que desheredase a su propia hija Juana y la pusiese a ella en el primer lugar de la línea sucesoria, a cambio de que el marido de la futura reina fuese elegido por Enrique IV: Tratado de los Toros de Guisando, 1468.
Isabel, que en secreto había recibido el apoyo del rey Juan II de Aragón, ya tenía concertado el matrimonio con su primo Fernando, heredero al trono de su padre. Se casó clandestinamente en 1469, en Valladolid, sin permiso del rey de Castilla. Como eran primos, habían obtenido una bula del papa valenciano Alejandro VI. Cuando la boda trascendió, quedó clara la total alianza de Isabel con la Corona de Aragón: de nuevo la amenaza aragonesa se cernía sobre Castilla, incluso los enemigos de Enrique IV se alarmaron, la Guerra civil era inevitable.

#### Isabel de Castilla y Juana la Beltraneja: la segunda guerra civil castellana (1474-1476)
El matrimonio entre Isabel y Fernando invalidaba el Tratado de los Toros de Guisando y, por tanto, volvía a convertir a Juana en heredera. Sin embargo, Isabel se encargó de airear la impotencia de Enrique IV, a la vez que acusaba a su esposa de infidelidad de acuerdo a los rumores difundidos por Juan Pacheco, marqués de Villena (1419-1474) quien ya en 1462, al sustituir Beltrán de la Cueva todos los efectos al marqués de Villena como nuevo privado de Enrique IV, se encargó de propagar este rumor junto a su hermano, Pedro Girón y su tío, el arzobispo de Toledo Alfonso Carrillo, Juana sería hija de uno de los hombres de confianza del rey, Beltrán de la Cueva, por lo que comenzaron a apodarla "la Beltraneja".
A la muerte del rey, en 1474, Isabel se coronó reina de Castilla y su marido Fernando rey consorte. Para conseguir apoyos, Juana se casó con su tío el rey Alfonso V de Portugal el cual firmó una alianza con Francia. Se puso, entonces, un importantísimo juego de fuerzas que podría marcar el futuro de gran parte de Europa occidental:
- Isabel, supuesta reina de Castilla y Fernando, heredero de Aragón, junto con una parte de la alta nobleza encabezada por el clan de los Mendoza. Contaban por supuesto, con el apoyo de Aragón, Navarra, Inglaterra, Borgoña, Bretaña y Nápoles.
- Juana, también presunta reina de Castilla, con el apoyo de Portugal y Francia.

Se jugaba algo más que el trono de Castilla, puesto que, según venciera uno u otro bando, Castilla se uniría dinásticamente al reino de Portugal o a la corona de Aragón. El estado resultante sería muy diferente. También el tipo de monarquía, puesto que Isabel planteaba una monarquía autoritaria e independiente de la aristocracia; mientras que Juana representaba a una corona débil y una nobleza poderosa.
La victoria de Isabel y Fernando sobre las tropas portuguesas en la Batalla de Toro, 1476, condujo a la unión dinástica con Aragón y pacificó Castilla, al menos hasta la llegada de su nieto Carlos V, ya en 1516.

### La Corona de Aragón
Antes de relatar las peripecias políticas que sufre la corona de Aragón hay que dejar clara un circunstancia concreta. Mientras que la corona de Castilla, al margen de diferencias sociales o religiosas, todos los súbditos se consideraban de la misma nacionalidad, en la de Aragón había arraigadas diferencias nacionales entre los habitantes de los cuatro reinos: el principado de Cataluña, el reino de Aragón, el reino de Valencia y el reino de Mallorca. En la corona de Aragón un barcelonés era considerado extranjero en Valencia y lo mismo podría decirse de los baleáricos que iban a Zaragoza. Esto condicionó la existencia de un pactismo tradicional y obligado, así como que los conflictos fuesen más numerosos, pero menos destructivos que en Castilla.

#### Pedro el Ceremonioso
Este rey (1336-1387), hijo de Alfonso el Benigno, subió al poder con una corona de Aragón desmembrada: el reino de Mallorca se negaba a aceptar el vasallaje al nuevo soberano y el reino de Valencia había sido entregado a sus hermanastros, Fernando y Juan de Castilla. Además, su madrastra Leonor de Castilla tenía grandes influencias en las cortes de Barcelona. Su coronación supuso, incluso, un duro enfrentamiento entre las cortes catalanas y las aragonesas. Sin embargo intervención en la Batalla del Salado, contra los Benimerines del Estrecho, le permitió contar con el agradecido apoyo del rey castellano Alfonso XI. Así, Pedro pudo pacificar y unificar la corona, y centrarse en los problemas mediterráneos. Pedro el Ceremonioso tuvo que hacer frente a la Peste negra, a la rebelión de Cerdeña y a los ataques genoveses. Pese a sus numerosos éxitos militares, la guerra catalano-genovesa se imbricó en la confusa red de alianzas provocada por la guerra de los Cien Años y no tuvo fin hasta el siglo XV.
La inclinación del rey hacia los problemas mediterráneos produjo cierto abandono del reino de Aragón. Así, la nobleza aprovechó para alzarse contra Pedro el Ceremonioso en 1346. Los sublevados formaron la llamada Unión aragonesa que no pudo ser derrototada (tras varios vaivenes militares) hasta la Batalla de Épila (1348).
No acaban aquí los problemas, la subida al trono de Pedro I de Castilla y las complejas alianzas derivadas de la guerra de los Cien Años, acabara provocando la llamada «guerra de los dos Pedros» (1356-1365). El casus belli fue la alianza del rey castellano con los genoveses y las disputas fronterizas en Aragón y Valencia: A pesar de la valía militar del Pedro aragonés, el Pedro castellano jugó sus bazas más ventajosas, a saber: la potencia demográfica de Castilla (con más de cinco millones de habitantes), frente a la de Aragón (con un millón de habitantes); y la autoridad de la monarquía castellana, sin contrapeso en las cortes, las ciudades ni la nobleza (en oposicón, la corona de Aragón tenía que consultar a las cortes de cada reino cada leva o cada impuesto extraordinario, lo que demoraba el proceso de preparación de tropas varios meses). Las claras desventajas de la corona de Aragón obligaron a pactar con Enrique de Trastámara, que como hemos visto era hermanastro del rey de Castilla y pretendiente al trono. La Guerra de los dos Pedros supuso un desastre inútil para ambas monarquías y derivó en la Guerra civil Castellana que ya hemos tratado.

#### Los hijos de Pedro el Ceremonioso: Juan I y Martín el Humano
Juan I constituye un triste ejemplo de mal gobierno, desinterés, manipulación y corrupción, llegando a ser acusado de preparar falsas invasiones para poder obtener dinero de las cortes. En efecto, Juan I de Aragón (1387-1396) carecía de ingresos suficientes para su política, se desinteresó por los problemas mediterráneos y se rodeó de consejeros corruptos. Ante la reiterada negativa de las cortes de darle dinero, se vio obligado a pedir préstamos, llegando a estar totalmente dominado por su prestamista (Luqui Scarampo) a quien llegó a deber 68.000 florines. Este financiero, además, corrompió a sus consejeros que fueron acusados de recibir comisiones y de mandar al rey a cazar para distraerle de los asuntos de palacio. Su gobierno se caracteriza por la anarquía social y por la pérdida de prestigio de la corona, no solo interior, sino en toda Europa: «Los mercaderes y otros que van fuera de vuestros reinos hacen escarnio de vos diciendo que el rey no tiene qué comer».
Por eso, casi todo el reinado de Martín I de Aragón (1396-1410) estuvo dedicado a poner orden en el país y en sus relaciones mediterráneas. A pesar de sus esfuerzos (la victoria de San Luri, 1409, en Cerdeña y la pacificación de Sicilia), el declive aragonés en el Mediterráneo era un hecho. Los castellanos se habían convertido en una potencia marítima y sus corsarios se entrometieron demasiado en el comercio catalán. En el interior, al menos recuperó la jurisdicción de muchas de las tierras perdidas, con la ayuda de sus propios habitantes (pues la corona seguía con muchos problemas monetarios). En esta época muchos campesinos se dieron cuenta de su situación, los remensas, y al tomar conciencia comenzaron a organizarse con las consecuencias arriba expuestas. Sin embargo, el rey perdió a su único hijo legítimo y se quedó sin heredero; aunque propuso a su bastardo Fadrique, no fue aceptado por los tribunales y a su muerte se planteó al cuestión sucesoria y dos años sin monarca llamados Interregno.

#### El Compromiso de Caspe y la Casa de Trastámara
El Interregno y su culminación, el Compromiso de Caspe (1410-1412), pusieron en evidencia las divisiones políticas entre los distintos reinos de la corona de Aragón. Entre los varios pretendientes que se presentaron, Fernando de Antequera fue el que mejor jugó sus bazas: contaba con enormes riquezas (al contrario que los anteriores reyes de la corona), se ganó el apoyo de los valencianos a través de Vicente Ferrer, apoyando al papa Benedicto XIII, ocupó el reino de Aragón con el pretexto de proteger a los compromisarios (en realidad, para presionarlos) y dividió a los únicos que podían rechazarle, los catalanes. La casa de Trastámara entró en la corona de Aragón.

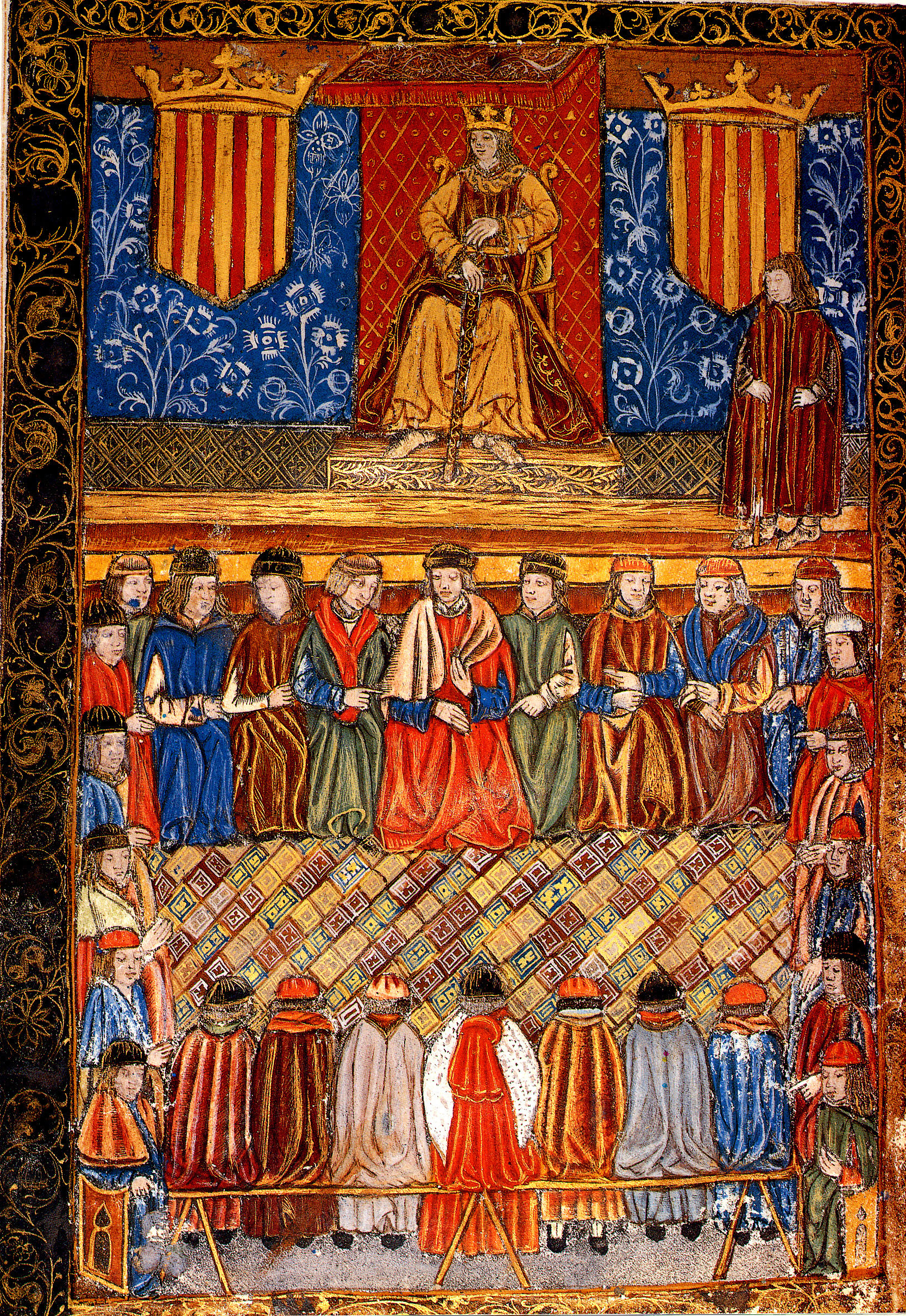
Fernando II de Aragón en su trono enmarcado por dos escudos con el emblema del señal real. Frontis de una edición de 1495 de las Constituciones catalanas.

Sin embargo, como se ha visto, el nuevo rey Fernando I de Aragón, no renunció a la regencia que ejercía en Castilla. Su autoridad fue discutida por otro pretendiente al trono, Jaime de Urgel, pero tardó poco en derrotarle. Su corto reinado (1412-1416) fue, desde el punto de vista político, muy trascendente: uno de sus hijos fue rey de Aragón (Alfonso V), otro rey de Navarra y, después, también de Aragón (Juan II), otro fue gran maestre de la Orden de Santiago (Enrique) y casó a su hija Leonor con el heredero al trono portugués. Pacificó Cerdeña y Sicilia y firmó treguas con Génova, Egipto y Marruecos. Al decidirse, en el Concilio de Constanza, la destitución del papa Luna, Benedicto XIII, Fernando le abandonó sin miramientos (1416). Sin lugar a dudas, durante los últimos años de su vida, Fernando de Antequera se convirtió en el hombre más poderoso de la península ibérica y uno de los más influyentes de Europa Occidental.
Alfonso V de Aragón, el Magnánimo (1416-1458) el hijo mayor de Fernando, se vio obligado a asumir la responsabilidad de proteger a sus hermanos los Infantes de Aragón, pero sin mucho convencimiento. Lo que de verdad le atraía a él era la política mediterránea, ya que era, personalmente, un rico mercader. La obligación de ayudar a sus hermanos en las luchas castellanas fue un fracaso militar y le obligó a someterse a la voluntad de las cortes catalanas, que nunca antes habían tenido tanto poder. Las mismas cortes obligaron al rey a firmar con Castilla las Treguas de Majano en 1430. Una vez se "desembarazó" de la obligación castellana, dejó a su hermano Juan a cargo de los asuntos peninsulares y marchó a Nápoles a reclamar el trono del reino. A pesar de que no obtuvo victorias militares, llegó a un acuerdo con el señor de Milán, Filippo Maria Visconti, para repartirse la influencia en Italia: para Milán el norte, para Nápoles el sur. Alfonso fue coronado en Nápoles en 1442. Años más tarde firmó el tratado de Lodi (1454), junto con Milán, Florencia y Venecia, para combatir a cualquier enemigo exterior común, especialmente los franceses y los turcos. Alfonso murió en Nápoles en 1458 y fue sucedido por su hermano Juan, que era también rey de Navarra.

#### Juan II de Aragón
Juan, hijo de Fernando de Antequera y hermano del rey de Aragón, Alfonso V, con quien colaboró durante su reinado como lugateniente, había accedido al trono del reino de Navarra por su matrimonio con la reina Blanca de Navarra. El heredero legítimo según el testamento de la reina era el primogénito Carlos, el príncipe de Viana.
Cuando su esposa Blanca murió (1441), al mismo tiempo que él mismo era derrotado por Álvaro de Luna en Castilla (lo que le dejaba sin sus posesiones en aquel reino) maniobró, aprovechando las banderías navarras, para mantenerse como rey de Navarra. Pero Carlos de Viana reclamó sus derechos al trono navarro con el apoyo de los beaumonteses y del propio condestable castellano, Álvaro de Luna. Estalló entonces la Guerra Civil de Navarra mientras Juan II se casaba con la castellana Juana Enríquez (1447) que le daría un hijo, el futuro Fernando el Católico.
En el año 1458, a causa de la muerte de su hermano, heredó la corona de Aragón, pero las cortes catalanas le exigieron que reconociera los derechos del príncipe de Viana. Tras la muerte de este estalló la Guerra Civil Catalana (1462-1472). En Cataluña, Juan II se procuró el apoyo de remensas y buscaires, así como muchos nobles disidentes. Los Catalanes no deseaban destronar al rey, solo pretendían que este aceptase sus puntos de vista: principalmente que la monarquía debía ser controlada por las cortes. Puede decirse que esta guerra civil era la lucha entre una concepción autoritaria y una pactista de la monarquía.
Ante la imposibilidad de acuerdo, los catalanes buscan otros candidatos al trono, que serían denominados «reyes intrusos de cataluña», pero uno detrás de otro van desistiendo (el castellano Enrique IV, Pedro de Portugal, el francés Louis de Anjou...). Finalmente, Juan II derrotó a los catalanes, que firmaron la Capitulación de Pedralbes (1472). No obstante, el rey optó por la clemencia, para pacificar el país, y reconoció los Privilegios y Fueros Catalanes.
En cuanto a Navarra, las banderías continuaron, los gobiernos y regencias demasiado cortos no ayudaron a su estabilización. Años más tarde, en 1512,  Fernando el Católico lo anexionó a la Corona de Castilla respetando sus fueros e instituciones propias.

### El Reino de Portugal
En 1320 estalló la guerra civil a causa de la rebelión del infante don Alfonso (el futuro Alfonso IV de Portugal) contra su padre el rey Dionisio I de Portugal. El conflicto se saldó con la victoria de los partidarios de don Alfonso y un año después de finalizado este, en 1325, murió el rey Dionisio, sucediéndole su hijo.
Durante el reinado de Alfonso IV (1325-1357) hubo una guerra con Castilla (1336-1338), aunque poco después, en 1340, los reyes castellano y portugués lucharon juntos para derrotar a los benimerines musulmanes en la batalla del Salado. También durante su reinado se produjo en 1355 el asesinato por orden suya de Inés de Castro, amante del infante don Pedro (el futuro Pedro I de Portugal, que reinó entre 1357 y 1367). Poco antes la Peste Negra había diezmado Portugal.
Durante el reinado de Fernando I de Portugal (1367-1383) este se vio envuelto en la primera guerra civil castellana y tras la entronización de Enrique de Trastámara como nuevo rey de Castilla, Fernando le disputó el trono castellano en las llamadas guerras fernandinas, en el contexto de la guerra de los Cien Años europea.
A la muerte de Fernando I en 1383 estalló la crisis de 1383-1385 en Portugal iniciada por una revuelta popular en Lisboa, extendida a otras ciudades y al campesinado del Alentejo, a favor de que la sucesión al trono correspondiera a don Juan, maestre de la Orden Militar de Avis e hijo bastardo de Pedro I, y no a la infanta doña Beatriz, casada con el rey de Castilla Juan I ―la regencia sería asumida por la esposa de Fernando I Leonor de Teles hasta que doña Beatriz tuviese un hijo varón―. Para apoyar los derechos de su esposa Juan I invadió Portugal al frente de un poderoso ejército del que formaba parte la mayoría de la nobleza portuguesa pero fue derrotado en la batalla de Aljubarrota del 14 de agosto de 1385. Cuatro meses antes las Cortes Portuguesas reunidas en Coímbra habían proclamado al maestre de Avis como nuevo rey de Portugal. «La realeza del Maestre y la independencia portuguesa fueron a partir de aquel momento hechos irreversibles», concluye José Hermano Saraiva.
En 1415 tiene lugar la toma de la importante ciudad norteafricana de Ceuta por el ejército de Juan I. Con ella se inicia la expansión portuguesa por el Atlántico impulsada por el infante Enrique el Navegante ―en 1420 se llegaba a la isla de Madeira, iniciando su colonización unos años después; en 1427 al archipiélago de las Azores; en 1434 se alcanzaba el cabo Bojador en la costa occidental africana― y por el norte de África ― en 1458 se conquistó Alcazarseguir y en 1471 Arcila y Tánger, tras un primer de intento de asalto en 1463-1464―.
Durante la segunda guerra civil castellana el reino de Portugal se vio envuelto de nuevo en los asuntos internos de Castilla. En 1475 Alfonso V la invadió en defensa de los derechos al trono de Juana, hija del recién fallecido Enrique IV de Castilla y apodada por sus adversarios como ‘’La Beltraneja’’, con quien se había casado poco antes, pero fue derrotado al año siguiente en la batalla de Toro por los defensores de la causa de Isabel, hermana de Enrique IV, a cuyo frente estaba su esposo Fernando de Aragón.
En 1478 se firmó el Tratado de Alcáçovas por el que Alfonso V renunciaba a sus pretensiones a la sucesión al trono de Castilla. En este mismo tratado se resolvió también el contencioso que mantenían las coronas de Castilla y de Portugal sobre las islas Canarias. A cambio del reconocimiento de la soberanía castellana sobre el archipiélago, la Corona de Castilla renunciaba a las tierras que pudiesen ser descubiertas al sur de las islas. De esta forma quedó expedita la exploración portuguesa por la costa occidental africana y la búsqueda de un paso hacia el océano Índico, lo que consiguió Bartolomé Díaz en 1488. Tras la firma del Tratado de Tordesillas con la Corona de Castilla en 1494 comenzaron los preparativos para la expedición a la India que finalmente se llevaría a cabo en 1497-1498 por Vasco da Gama bajo el reinado de Manuel I el Afortunado. «El rey don Manuel no se equivocó cuando ordenó que en todo el país se festejase triunfalmente el regreso de Vasco da Gama [en el verano de 1499]. Con su viaje se inauguraba, de hecho, un nuevo ciclo de la historia de Portugal», concluye José Hermano Saraiva.

### El Reino de Granada

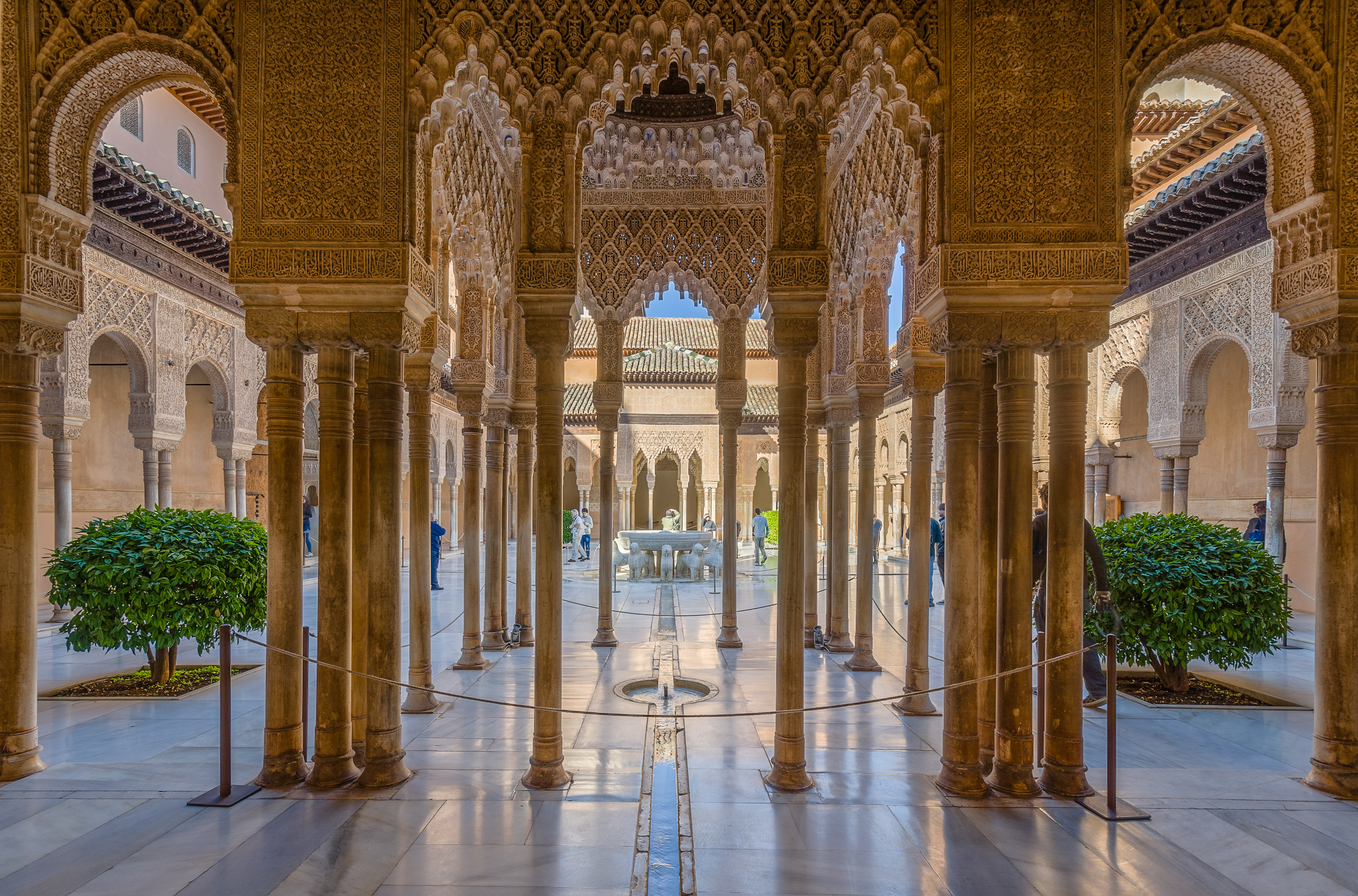
Patio de los Leones, La Alhambra, Granada

Durante el siglo XIV el reino nazarí de Granada está fuertemente consolidado como una pequeña potencia artesanal y comercial, con unos rasgos sociales y económicos bien definidos. Granada tenía un comercio floreciente, controlado casi exclusivamente por genoveses. Su economía se basaba en el cultivo de plantas no alimenticias, pero de gran valor comercial (moreras para la seda, caña de azúcar, frutos secos...), que intercambiaba por alimentos. Además su artesanía era muy apreciada en toda Europa. Pero esa dependencia alimentaria obligaba a comprar trigo a los castellanos y a los genoveses a precios superiores a los del mercado. Cuando las crisis internas que sufrió la corona de Castilla permitieron su supervivencia desaparecieron, Granada vio su existencia amenazada por sus vecinos del norte; precisamente una de las tácticas castellanas fue el bloqueo comercial, llevada a cabo en tiempos de los Reyes Católicos, aunque primero acontecieron muchas otras cosas:
Políticamente, Granada sufre la lacra de las continuas conspiraciones políticas contra el sultán de turno, años de traiciones y conjuras unidas al entrometimiento de estados más poderosos: al principio los Benimerines de Marruecos y, después, de los castellanos.
Quizá el único periodo de completo florecimiento es el sultanato de Muhammed V (1354-1359 y 1362-1391). Este soberano, gracias a las parias pagadas al rey Pedro I de Castilla consiguió que «nin los moros entraren a tierra de cristianos, nin ellos a tierra de moros para que se ficiese cosa que contar sea» (Crónica del rey don Pedro). Durante unos años, Muhammed V fue destronado por sus rivales, pero recuperó el trono gracias al apoyo castellano. Este segundo reinado de Muhammed V fue de paz y prosperidad para el reino de Granada.
A partir de su muerte, y durante casi todo el siglo XV, la desestabilización política va incrementándose, lo que se agrava a causa de los ataques castellanos, cuyos nobles recurren a la guerra contra Granada para ganar prestigio militar (Fernando de Antequera, Álvaro de Luna...). Dos bandos se disputan el poder: los Abencerrajes (Banu Sarrach) y los Zegríes. Se sirven se sublevaciones, golpes de estado, asesinatos, intrigas palaciegas y consiguen dividir a la familia real, los Nazaríes en dos ramas rivales que se alternan alocadamente en el trono. Destacamos, por su persistencia, a Muhammed IX, el Zurdo, que estuvo en el poder en cuatro ocasiones distintas (1419-1427, 1430-1431, 1432-1445 y 1448-1453) y otras tantas fue expulsado del trono.
El único renacer momentáneo corresponde al sultán Muley Hacén (1463-1482), quien pacificó el país reprimiendo duramente la revuelta de los Abencerrajes; firmando treguas con Castilla, consolidando la economía y el comercio... Pero este era el canto del cisne. La llegada al trono de Isabel la Católica supuso que toda la maquinaria bélica castellana aplastase al último reino musulmán en la península ibérica.